# 산타이사벨섬

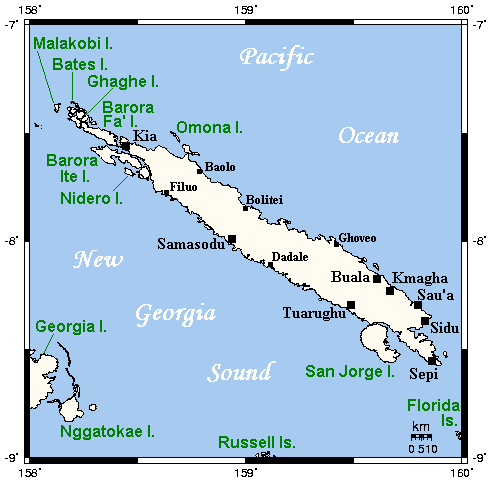
산타이사벨섬

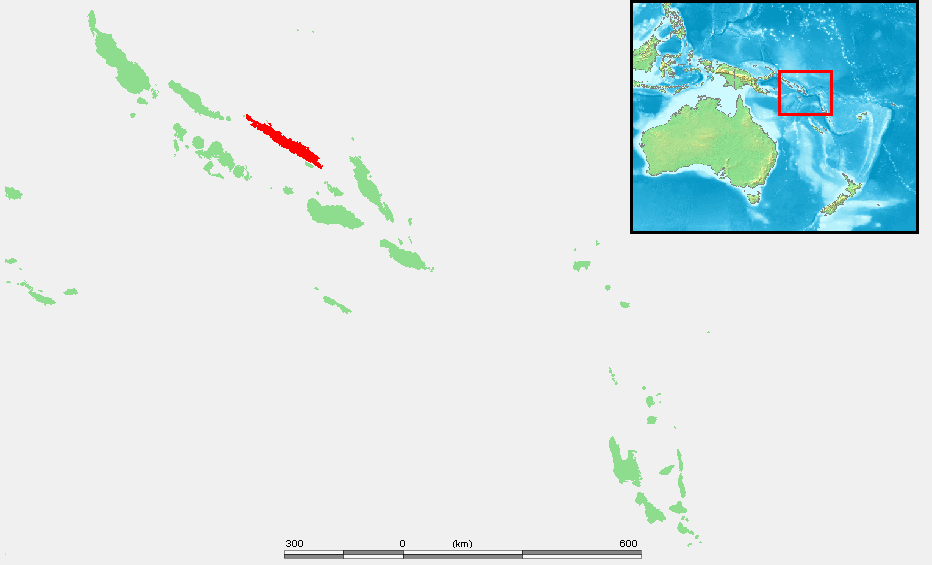
산타이사벨섬

산타이사벨섬(Santa Isabel Island)은 태평양과 솔로몬 제도 북부에 있는 섬으로, 행정 구역상으로는 이사벨주에 속한다.
남동쪽으로는 말레이타섬, 북서쪽으로는 슈아절섬, 남서쪽으로는 뉴조지아 해협을 경계로 뉴조지아 제도와 접한다. 면적은 3,780km2, 인구는 약 30,000명이며 솔로몬 제도에서 세 번째로 큰 섬이다. 섬 동쪽에는 이사벨 주의 주도인 부알라(Buala)가 위치한다. 섬에서 가장 높은 곳은 사사리산(높이 1,120m)이다.
솔로몬 제도에 있는 섬 가운데 유럽인이 최초로 발견한 섬이며 1568년 스페인의 탐험가 알바로 데 멘다냐 데 네이라가 이 섬을 발견했다.